# Kent Massey
Kent Massey, född den 2 april 1952 i Oklahoma City, Oklahoma, är en amerikansk seglare.
Han tog OS-brons i soling i samband med de olympiska seglingstävlingarna 1996 i Atlanta.